# Rače
Rače so naselje z okoli 3000 prebivalci v Občini Rače - Fram. V naselju obratuje kemična tovarna Albaugh TKI v bližini pa je tudi Krajinski park Rački ribniki - Požeg.

## Lega
Leži na severno zahodni strani Slovenije. Zajema dve različni območji: na vzhodu se naslanja na ravnico Dravskega polja, na zahodnem delu se stika z gozdovi Framskega Pohorja

## Zgodovina
Prve najdbe na območju Rač spadajo že v čas Rimljanov, saj so na tem območju našli kipec rimskega boga Merkurja, zaščitnika trgovcev. Najdenih je bilo tudi več bronastih kovancev in manjša dela marmornega spomenika.

## Grad Rače
V naselju stoji grad, kjer je danes gledališka dvorana, knjižnica, poročna dvorana in sedež občine Rače-Fram. Zaradi lepe poročne dvorane in ambienta gradu so tam zelo pogoste poroke, saj se hodijo tja poročat mnogi pari iz okolice.
Grad Rače (Kranichsfeld) leži sredi naselja Rače. V prvi polovici 16. stoletja, ko so ga med letoma 1528 in 1533 pozidali, je bil obdan z visokim nasipom (v njem je bil zidan vhod s    portalom, jarek pa je premoščal mostiček) in zavarovan še z vodnim jarkom, ki ga je obtekal z vseh strani. Morda je tam že v 14. stoletju stal dvor, saj je leta 1329 omenjen vitez Fridreich von Raetz, leta 1403 pa dvor (hof ze Raycz). Naselje je omenjeno že leta 1240 (villa Rats).
V 17. stoletju so gradu dodali dva stolpa in grajsko kapelo, posvečeno svetemu Janezu Nepomuku. Leta 1915 so zgradili še kvadratni stolp.
Kot prvi lastnik gradu se omenja Gregor Regal iz Rač. Vmes so se zvrstili številni lastniki. Zadnji lastnik gradu je bil Vincenc Bachler ml., član rodbine Bachler, ki je posestvo in grad na dražbi prodal.
Po 1. svetovni vojni je grad propadal, po osamosvojitvi pa se je vanj naselila občinska uprava in s tem se je začela postopna obnova gradu. Restavrirali so notranjost, na novo prekrili streho in obnovili fasado.

### Zarota proti cesarju
Na gradu Rače so v 17. stoletju Ivan Erazem Tattenbach, lastnik gradu, ter hrvaška grofa Nikola Zrinjski in Krst Frankopan kovali zaroto proti avstrijskemu cesarju Leopoldu. Zarota ni uspela, plemiče so obsodili veleizdaje in obglavili, grad pa je bil podržavljen.

## Galerija
- Grad Rače
- Rače leta 1942
- Grajski trg pozimi 1950
- Pinus in stara šola 1950